# Robert Tonyan
Robert Joseph Tonyan Jr. (* 30. April 1994 in McHenry, Illinois) ist ein US-amerikanischer American-Football-Spieler auf der Position des Tight Ends. Er spielt für die Kansas City Chiefs in der National Football League (NFL).

## Frühe Jahre
Tonyan ging in seiner Geburtsstadt McHenry, Illinois, auf die Highschool. Später besuchte er die Indiana State University. Zunächst wurde er im Collegefootballteam auf der Position des Quarterbacks aufgestellt, später dann als Wide Receiver. In seinem letzten Jahr auf der Indiana State hatte er 56 Passfänge für 699 Yards und zehn Touchdowns. Er ist der zweitbeste Wide Receiver in Passfängen und Yards der Schule allerzeiten.

## NFL
Nachdem Tonyan im NFL-Draft 2017 nicht ausgewählt worden war, unterschrieb er am 12. Mai 2017 einen Vertrag bei den Detroit Lions. Noch bevor die Saison begann, wurde er wieder entlassen und kurz vor dem Ende der Saison von den Green Bay Packers in den Practice Squad aufgenommen.
Sein erstes NFL-Spiel absolvierte Tonyan erst in der Spielzeit 2018, er kam in der Saison jedoch nur sporadisch zum Einsatz. Seinen ersten Touchdown fing er am 8. Dezember 2019 im Spiel gegen die Washington Redskins.
Seit der Saison 2020 ist Tonyan die Nummer eins auf seiner Position im Team. Im Spiel gegen die Atlanta Falcons am 5. Oktober 2020 fing er drei Touchdowns in einem Spiel.
In Woche 8 der Saison 2021 zog er sich beim 24:21-Sieg gegen die Arizona Cardinals einen Kreuzbandriss zu und verpasste die restliche Saison komplett.
Im März 2023 unterschrieb Tonyan einen Einjahresvertrag bei den Chicago Bears. Dort fing er elf Pässe für 112 Yards.
Im Mai 2024 nahmen die Minnesota Vikings Tonyan unter Vertrag. Unmittelbar vor dem vorletzten Spieltag der Saison, am 23. Dezember 2024, verpflichteten die Kansas City Chiefs den Tight End für ihren Practice Squad.